# Pointe Aux Barques
Pour les articles homonymes, voir Barque (homonymie).
Pointe Aux Barques (en anglais : Pointe Aux Barques Township) est un township situé dans le comté de Huron à l'Est de la péninsule inférieure de l'État de Michigan.

## Géographie
Le township de la Pointe Aux Barques est situé à l'extrémité septentrionale de la baie de Saginaw au Nord du Thumb (« le Pouce ») sur la rive occidentale du lac Huron. Une aiguille rocheuse, le Turnip Rock, se dresse le long de la pointe Aux Barques et attirent de nombreux curieux et touristes.

## Histoire
Le territoire entourant le lac Huron fut reconnu par l'explorateur français Étienne Brûlé et le père Jacques Marquette au début du XVIIe siècle. Il doit ses toponymies aux trappeurs et coureurs des bois français et Canadiens français qui arpentèrent ensuite le Pays des Illinois à l'époque de la Nouvelle-France et de la Louisiane française.